# Musée Gadagne
Het Musée Gadagne of Hôtel de Gadagne  is een museum gelegen in het centrum van Vieux Lyon.
Het museum huisvest eigenlijk twee musea: het museum van de geschiedenis van Lyon, en het museum van marionetten uit de hele wereld. Het gebouw zelf behoort tot de renaissancestijl. Het is van 1998 tot 12 juni 2009 gerenoveerd, waarna het weer geopend werd.

## De musea

### Het museum van de geschiedenis van Lyon
Dit museum legt de focus op de stad Lyon. Het zorgt ervoor dat de bezoekers de stad ontdekken door het archeologisch materiaal dat er aanwezig is. 
Het aanleggen van deze collectie begon al in de 17de eeuw. Vandaag de dag telt het museum ongeveer 80.000 stukken. Het museum is chronologisch gerangschikt en loopt van de prehistorie tot heden. 
Een bezoek aan het museum maakt ook de stad Lyon van vandaag beter te begrijpen: de veranderingen die de stad heeft meegemaakt op zowel socio-economisch, sociocultureel en sociopolitiek worden duidelijk. Ook het spirituele en het intellectuele aspect doorheen de geschiedenis komen hier aan bod. De focus wordt ook gelegd op de stad Lyon in de Romeinse periode. 

### Het marionettenmuseum
Sinds 1950 is dit museum opgericht rond de Franse marionet Guignol. De collectie van de poppen was een onderdeel van het historisch museum. Sinds de renovatie worden de marionetten nu in een autonoom museum geplaatst. Het museum bevat naast meer dan 2000 poppen ook manuscripten, castelets, kostuums, en affiches. 

## Geschiedenis van het gebouw
In de eerste helft van de 16de eeuw bouwden de vier broers Pierrevive het gebouw. In 1545 kochten de Gadagnes het gebouw voor 16.750 livres. Het gebouw werd naar hen vernoemd.
Het gebouw is sinds 1920 een historisch monument. In 1998 werd het gerenoveerd. Deze beslissing werd genomen door de toenmalige gemeenteraad van Lyon. Ongeveer 11 jaar had men nodig voor deze renovatie. In die tijd vond men heel wat archeologische vondsten. Op 12 juni 2009 ging het museum weer open voor het publiek.

## Bouwstijl
Het gebouw werd opgericht in de renaissancestijl. Een belangrijk kenmerk is de symmetrie die zich in het gebouw bevindt. Het gebouw heeft ook geometrische figuren, voornamelijk rechthoeken die beklemtoond worden door pilasters. In het gebouw bevinden zich ook halfronde bogen rond deuren en ramen. 